# Comuna Palașivka, Ciortkiv
Palașivka (în ucraineană Палашівка) este o comună în raionul Ciortkiv, regiunea Ternopil, Ucraina, formată din satele Krîvoluka și Palașivka (reședința).

## Demografie
Componența lingvistică a comunei Palașivka
     Ucraineană (99,78%)
     Alte limbi (0,22%)
Conform recensământului din 2001, majoritatea populației comunei Palașivka era vorbitoare de ucraineană (99,78%), existând în minoritate și vorbitori de alte limbi.